# Banana Moon
Banana Moon è il primo album da solista del chitarrista australiano Daevid Allen. Fu pubblicato dalla BYG Actuel nel 1971 e le prime copie furono attribuite ai Gong con il titolo Bananamoon. Subito dopo la BYG ritirò dal mercato e dal catalogo la prima pubblicazione e la sostituì con l'odierno album di Daevid Allen.
Tra i vari musicisti presenti vanno ricordati Robert Wyatt, già con Allen nei Soft Machine, Gary Wright degli Spooky Tooth, Maggie Bell degli Stone the Crows, Nick Evans, ed i tre Gong Gilli Smyth, Christian Tritsch e Pip Pyle. Alcuni di questi musicisti compariranno anche nell'album del 1975 di Kevin Ayers Bananamour.

## Il disco
Il sound è evidentemente influenzato dal dadaismo psichedelico tipico dei primi Gong, sia pure ancora grezzo rispetto a quello dei successivi album della trilogia di Radio Gnome. I testi sono infarciti di umorismo e malizia; Allen ha l'abilità di interpretarli come se fosse in preda agli stupefacenti e risultando divertente al tempo stesso.
In netto contrasto con le follie musicali dei brani cantati da Allen è la struggente canzone d'amore "Memories", scritta da Hugh Hopper e cantata da Wyatt. L'aveva eseguita in precedenza con i Wilde Flowers nel 1964, uscita nel 1994 nell'eponimo album The Wilde Flowers, e con i primissimi Soft Machine nel 1967, pubblicata nell'album Faces And Places Vol.7 nel 1972. Nel 1982, il gruppo progressivo americano Material ne avrebbe realizzato una cover nell'album One Down, con la parte vocale affidata a Whitney Houston.
A parte "Memories", Allen canta in tutti i brani. L'aspetto psichedelico viene accentuato sul lato 2 con il contributo della compagna di Allen, Gilli Smyth, ed i suoi caratteristici "space whispers", i "sussurri spaziali" che l'hanno resa famosa. "Stoned Innocent Frankenstein" (lo "sconvolto" innocente Frankenstein) fu in seguito nuovamente registrata da Allen, prima con i Planet Gong nell'album dal vivo Floating Anarchy Live 1977, e nel 1978 con gli Here and Now.
Sulla copertina di Bananamoon (attribuito ai Gong) c'era una foto di Allen, Legget e Wyatt. La successiva copertina aveva un disegno di uno spicchio di luna inscritto in un cerchio completato da altri cerchi colorati. La copertina della edizione della Caroline Records del 1975, che è la più famosa, ha uno spicchio di luna trasformato in una banana mezza sbucciata, a sua volta trasfigurata in un chitarrista che sta suonando e fumando. Sia il disegno di copertina che quelli sul retro sono stati realizzati da Allen
Durante la registrazione Allen conosce Tim Blake e lo invita a partecipare ad un tour dei Gong come tecnico audio. In seguito Blake sarebbe entrato nel gruppo suonando le tastiere ed il sintetizzatore.

## Tracce

### Lato 1
1. It's the Time of Your Life (Christian Tritsch) – 3:21
2. Memories (Hugh Hopper) - 3:37
3. All I Want Is Out of Here (Tritsch) – 4:48
4. Fred the Fish and the Chip On His Shoulder (Daevid Allen) – 2:27
5. White Neck Blooze / Codein Coda (Allen) – 5:36

### Lato 2
1. Stoned Innocent Frankenstein (Allen) – 3:28
2. And His Adventures In the Land of Flip (Allen) – 11:44
3. I Am a Bowl (Allen) – 2:46

## Formazione
- Daevid Allen – chitarra e voce
- Archie Legget – basso
- Robert Wyatt – batteria. (Voce e chitarra in Memories)
- Barry St. John, Maggie Bell – Controcanto
- Gerry Fields – violino

e con
- Christian Tritsch – chitarra e basso in It's The Time Of Your Life
- Pip Pyle – batteria in It's The Time Of Your Life
- Gary Wright – piano in Memories
- Gilli Smyth – voce (Space Whispers) sul lato 2
- Nick Evans – trombone in I Am A Bowl

## Registrazione
- Registrato nel gennaio del 1971 ai Marquee Studios di Londra.
- Prodotto da: Jean Georgakarakos, Jean-Luc Young (proprietari della BYG)
- Produttore esecutivo: Pierre Lattès

## Cronologia delle pubblicazioni
- 1971: BYG Actuel – 529 345 – Francia – LP - Poche copie di Bananamoon attribuito ai Gong.[2]
- 1971: BYG Actuel – 45 (529 345) – Francia – LP - Prima edizione attribuita ad Allen.[2] (Questo disco sostituisce il precedente che viene ritirato dal catalogo della BYG)[7]
- 1975: Caroline Records – C1512 – Regno Unito – LP - Col disegno di Allen della banana in copertina.[5]
- 1979: Charly Records – CR 30165 – LP - Regno Unito
- 1990: Decal – CD LIK 63 – CD – Europe
- 1995: Spalax Music – CD 14945 – CD Digipak – Francia
- 1999: Get Back Records– GET 557 – LP – Italia
- 2008: Charly – SNAP238CD – CD - UK  Archiviato il 26 maggio 2010 in Internet Archive.